# Cryptochloa variana
Cryptochloa variana är en gräsart som beskrevs av Jason Richard Swallen. Cryptochloa variana ingår i släktet Cryptochloa, och familjen gräs.
Artens utbredningsområde är Panamá. Inga underarter finns listade i Catalogue of Life.